# Cutty Sark (DLR)
Cutty Sark (ook wel Cutty Sark for Maritime Greenwich genoemd) is een station van de Docklands Light Railway aan de Lewisham Branch. Het station is geopend in 1999. Het station is genoemd naar en ligt vlak bij het historische schip Cutty Sark in het centrum van Greenwich in Zuidoost-Londen. Het is het eerste station ten zuiden van de Theems en ligt ondergronds.
De perrons van het ondergrondse station zijn te kort om de volledige DLR-treinen te faciliteren. Sinds enkele jaren wordt er gereden met drie koppelde treinstellen in de plaats van de twee waarop de lengte van het perron berekend was. Andere stations langs de lijn worden gerenoveerd met langere perrons maar hier is dit niet mogelijk. Om de passagiers te waarschuwen dat de niet alle deuren zullen open wordt dit voor aankomst omgeroepen via de PSA. "The next stop is Cutty Sark for Maritime Greenwich. Upon arrival the first and last two sets of doors will not open, please move to the center of the train"

## Treinverbindingen
Vanuit 'Cutty Sark for Maritime Greenwich' zijn er 3 treindiensten: 
- Naar Lewisham (Zuidwaarts)
- Naar Bank (Noordwaarts)
- Naar Stratford (Noordwaarts)